# اویلی-سن-لئونارد
اویلی-سن-لئونارد (به فرانسوی: Avilly-Saint-Léonard) یک کمون در فرانسه است که در اوآز واقع شده‌است. اویلی-سن-لئونارد ۱۱٫۹۶ کیلومتر مربع مساحت دارد ۵۰ متر بالاتر از سطح دریا واقع شده‌است.